# Marbre pentèlic

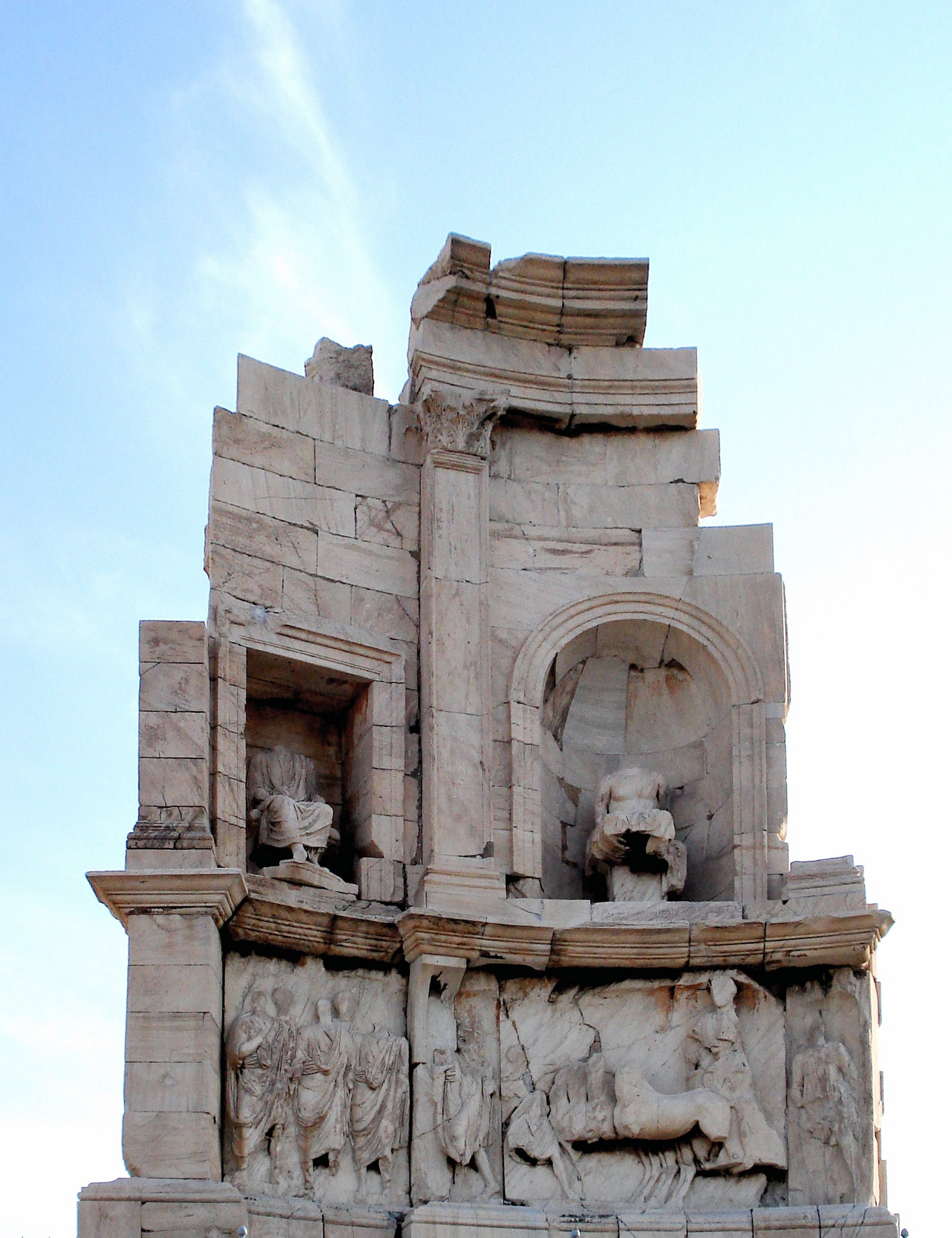
Detall del monument de Filopap, a l'Acròpoli d'Atenes, fet amb marbre pentèlic.

El marbre pentèlic és una varietat de marbre blanc que s'obtenia a la pedrera del mont Pentèlic (Pentelikon; Pendeli) al nord d'Àtica (Grècia) i era considerat el de més qualitat de la Grècia clàssica.
Per la proximitat de les pedreres a Atenes va ser el més utilitzat en aquesta ciutat en les obres d'aquella època, com el 
Partenó (excepte les teules, que es van fer amb marbre de Paros), l'Erectèon o els propileus de l'Acròpoli; i de l'època romana, com el monument de Filopap. Es va seguir utilitzant fins a l'època contemporània, com en l'Acadèmia d'Atenes. En l'actualitat la pedrera, considerada un bé cultural protegit, solament s'utilitza per a les obres de restauració de l'Acròpoli. El camí utilitzat des de l'antiguitat per al transport dels blocs de marbre és una baixada contínua que segueix la caiguda natural del terreny, i ha estat investigat pel cap del projecte de restauració de l'Acròpoli, Manolis Korres.
A diferència del marbre de Paros (de color completament blanc i cristalls transparents de major grandària), el marbre pentèlic, en contenir una lleugera quantitat de ferro, adquireix en la seva superfície una subtil pàtina daurada per oxidació en quedar exposat a l'aire. També s'apreciava en la seva talla el tall que conserven els costats, que permet aconseguir unes juntes perfectament ajustades i unes arestes vives (les pròpies de les columnes d'ordre dòric).